# Jannike Stenlund
Jannike Katarina Stenlund, född den 1 juni 1985 i Lycksele, är en svensk sångerska, violinist, låtskrivare, multiinstrumentalist och musikproducent  Hon medverkade i melodifestivalen 2015 som violinist med Hasse Andersson då de tävlande med låten Guld och gröna skogar. De senaste åren har hon synts på de stora scenerna som elviolinist till landets artister. 2019-2020 var hon med i bandet Ola Salo i showen "It takes a fool to remain sane" som genomförde 138 shower i städerna Malmö, Göteborg och Stockholm.

## Biografi
Jannike Stenlund som är född i Lycksele i södra Lappland där hon som liten började tidigt med musiken hade El-fiol & sång som hennes största intresse redan då.
Som nittonåring flyttade hon söderut i landet för att studera folkhögskola som klassisk violinist och därefter singer songwriter. Slutligen hade hon även tagit en kandidatexamen på musikhögskolan både som sångpedagog, ensembleledare samt violinpedagog.
Hon blev headhuntad att flytta till Irland och medverka som rollen The Fiddler i Fiddler on the roof, vilket fick hennes känslor för Irland och deras kultur att växa ännu mer under månaderna på den gröna ön. I dagsläget turnerar Jannike som artist och frilansmusiker. 

## Diskografi

### Singlar
- Tomorrow Can Wait [2] / Rise (2010)
- Längtan som ingen kan se[3] / Afrika (2011)

### EP
- Vad gör man? (2005)
- Poor Naked Sheep (2009)

### Album
- När de inte är här (2007)
- Zooma ut (2015)

### Urval låtar
- Zooma ut
- För litet rum
- Snäll
- Dålig förlorare
- Sol
- Go to Sleep
- Take a Chance
- Addiction
- Pillow

## Influenser
Allison Krauss, Dixie Chicks, Darrell Scott, Sarah Jarosz.